# Pennsylvania Route 963
Pennsylvania State Route 963 oder auch SR 0963 war eine rund sechs Kilometer lange State Route im Pike County in Pennsylvania, Vereinigte Staaten. Die Straße hatte ihren Anfangspunkt an der Kreuzung mit U.S. Highway 6 und U.S. Highway 209 in der Ortschaft Matamoras an der Grenze zum Bundesstaat New York. PA 963 verlief nordwärts als Millrift Road bis nach Millrift, wo die Strecke endete. Die Strecke wurde 1928 als State Route in Dienst und 1946 aus dem Straßenverzeichnis gestrichen. Später wurde die Straße als Pike County Quadrant Route 1017 ausgewiesen. PA 963 war die am weitesten östlich gelegene State Route in Pennsylvania.

## Beschreibung

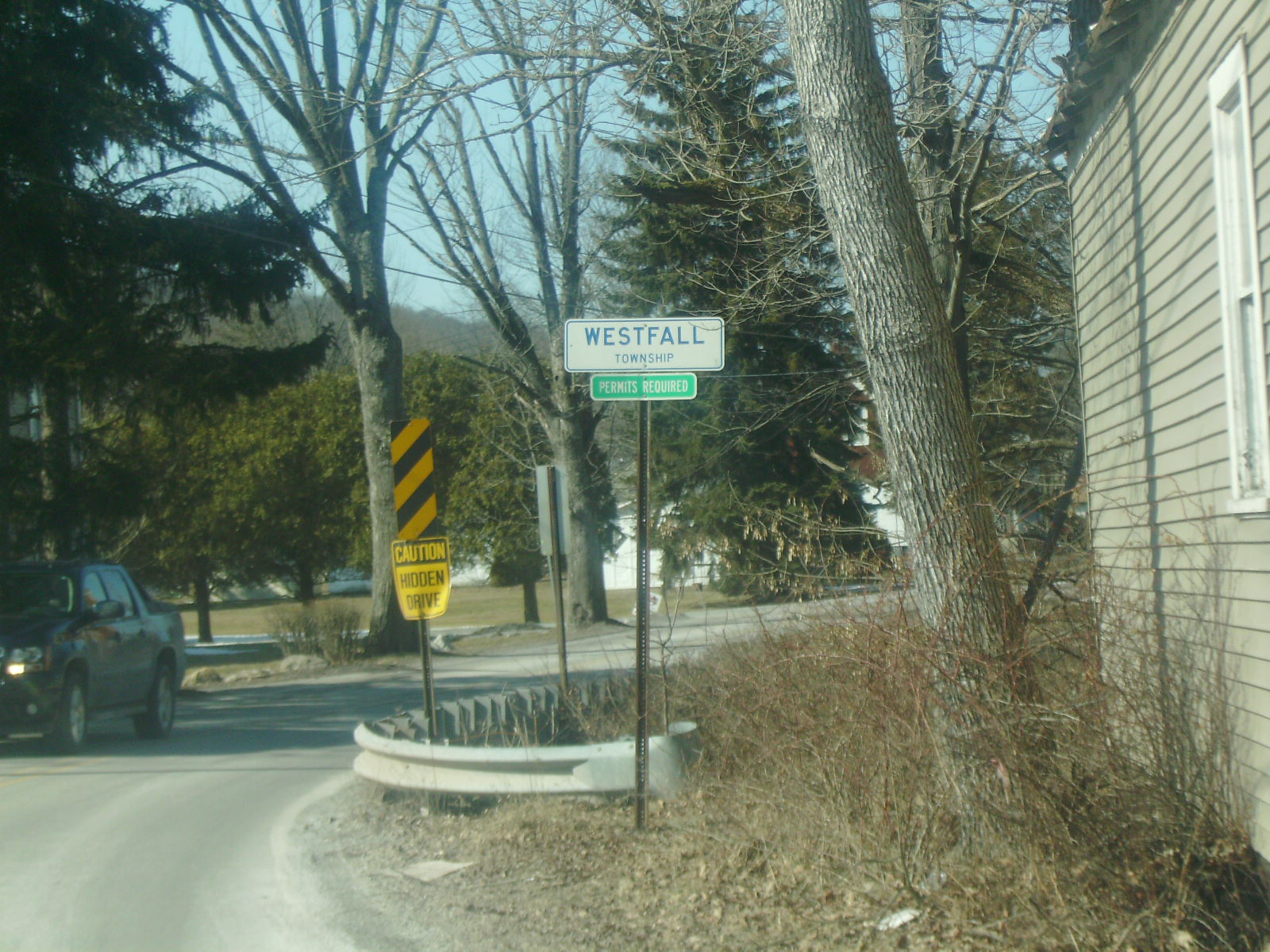
Delaware Drive am Rande der Westfall Township

Pennsylvania Route 963 begann an der Kreuzung mit US 6 und US 209 an der Mid-Delaware Bridge in Matamoras. Heute führt sie als Pike County Quadrant Route 1017 als Millrift Road (auch Delaware Drive genannt) nach Norden, wobei sie mehrere Ortsstraßen kreuzt. Der größte Teil der Straße führt in Matamoras durch Wohnviertel. Nachdem die Straße die Avenue C kreuzt, führt sie aus Matamoras heraus in die Westfall Township am Ufer des Delaware Rivers entlang. Weiter nördlich schneidet sie die Pike County Quadrant Route 1015, die nach Osten führt.

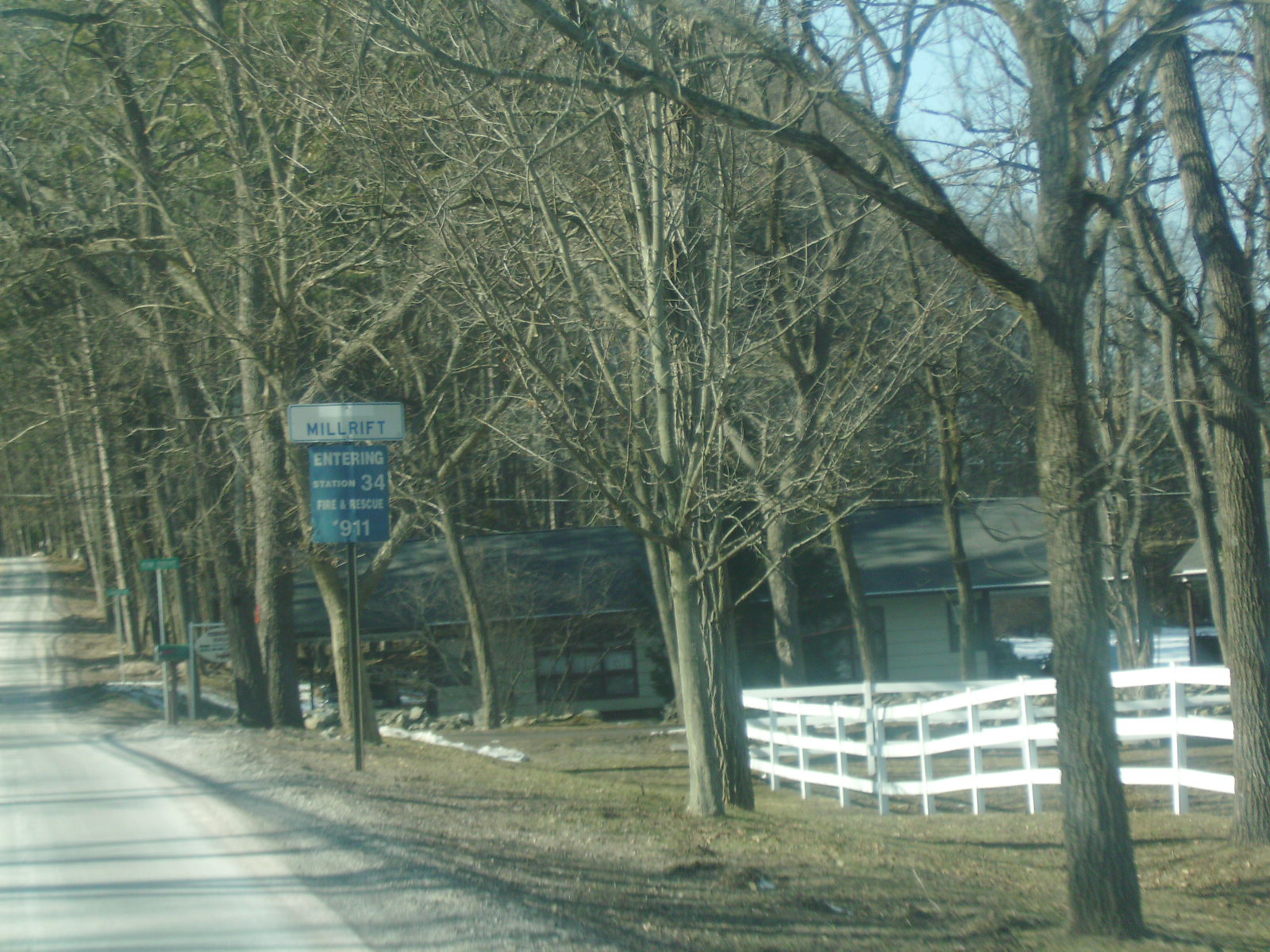
Delaware Drive am Rand von Millrift

Am Ufer des Delaware Rivers verläuft die Strecke durch nur mäßig bebautes Gelände. Nach der Kreuzung mit der Decker Lane nimmt die Bebauung ab. Nach der LaBarr Lane schwenkt die Strecke an einem Knick des Flusses nach Westen. Die Bebauung wird noch dünner, als die Strecke durch das anliegende Hügelland ansteigt. Sie führt am Fuße eines Berges weiter nach Norden und erreicht so die Ortschaft Millrift, wo sich bis zur Auflösung 1946 das Ende der PA 963 befand. Die heutige Quadrant Route 1017 führt noch in den Ort weiter hinein.

## Geschichte
Pennsylvania State Route 963 wurde 1928 gewidmet, als die meisten State Routes im Commonwealth of Pennsylvania ausgewiesen wurden. Damals war die Strecke die östlichste Hauptstraße in dem Bundesstaat. Wie eine Reihe weiterer Straßen dieser Art, wurde sie 1946 abgestuft. Heute ist die Strecke ein Bestandteil der Pike County Quadrant Route 1017.